# William Adams (żeglarz)
William Adams (ur. 24 września 1564, Gillingham, hrabstwo Kent, zm. 16 maja 1620, Hirado, Kiusiu), znany również jako Miura Anjin (jap. 三浦按針, pilot z Miury) lub Anjin-sama (jap. 按針様, szanowny pilot) – żeglarz angielski; prawdopodobnie pierwszy Anglik, który dotarł do Japonii, jak również pierwszy naturalizowany w Japonii Europejczyk oraz pierwszy gaijin (nie-Japończyk), który zdobył godność samurajską. Uznawany jako jeden z najbardziej wpływowych obcokrajowców w Japonii w I poł. XVII w. Był inspiracją dla postaci Johna Blackthorne’a z powieści Jamesa Clavella pt. Shōgun i serialu o tej samej nazwie.
Przybył do Japonii jako jeden z nielicznych ocalałych ze statku De Liefde pod dowództwem Jacoba Quaeckernaecka. Był to jedyny statek, który dotarł do Japonii z pięciostatkowej ekspedycji zorganizowanej przez kompanię kupców z Rotterdamu (voorcompagnie, czyli poprzednik Holenderskiej Kompanii Wschodnioindyjskiej).
Wkrótce po przybyciu do Japonii Adams i jego drugi współżeglownik Jan Joosten zostali doradcami shōguna Tokugawy Ieyasu i każdy z nich został mianowany hatamoto.
Adams promował politykę nietolerancji religijnej, skierowaną szczególnie do chrześcijan, która później stała się wielowiekową polityką prześladowań religijnych, przede wszystkim wobec Europejczyków i chrześcijan dowolnego wyznania, ale ostatecznie obejmującą także konwertytów z Japonii. Wywarł także wpływ na izolacjonistyczną politykę Japonii, która blokowała wjazd i wyjazd ludzi z kraju oraz blokowała handlu za zagranicą.
Przez ponad dekadę władze Tokugawy nie pozwalały Adamsowi i Joostenowi na opuszczenie Japonii. Chociaż ostatecznie otrzymał pozwolenie na powrót do domu do Anglii, Adams zdecydował się pozostać w Japonii, gdzie zmarł w wieku 55 lat. Jego urodzone w Japonii dzieci, Joseph i Susanna, zostały prawdopodobnie wydalone do Batavii w 1635 r., kiedy Tokugawa Iemitsu odizolował Japonie do handlu zagranicznego, zniknęły one z ówczesnych zapisów historycznych.

## Życiorys
Wkrótce po tym, jak Adams przybył do Japonii, został głównym doradcą shōguna Ieyasu Tokugawy. Budował dla niego statki na wzór europejski, pełnił także kluczową rolę w kontaktach handlowych z Holandią i Anglią. Zmarł w Japonii w wieku 55 lat. Do dziś uznawany jest za jednego z najbardziej wpływowych obcokrajowców w czasach, gdy Japonia nawiązywała pierwsze kontakty z Zachodem.

## Odnalezienie grobu

William Adams (rysunek z 1934 roku)

Szczątki Adamsa znaleziono w pobliżu kamienia nagrobnego z napisem Miura Anjin, który został odkryty w 2019 roku. Znajduje się na wyspie Hirado w prefekturze Nagasaki. Już wstępne analizy genetyczne wskazały, że pochowano tam mężczyznę pochodzącego z północno-zachodniej Europy. Po zakończeniu analizy DNA, potwierdzono, że był to William Adams. Szczątki datowano na lata 1590–1620.